# The Old Fiddler
Pour plus de détails, voir Fiche technique et Distribution.
The Old Fiddler est un film muet américain, produit par la Kalem Company, tourné en Floride, réalisé par Sidney Olcott, sorti en 1910.

## Fiche technique
- Titre original : The Old Fiddler
- Réalisation : Sidney Olcott
- Photographie :
- Société de production : Kalem Company
- Pays de production : États-Unis
- Lieu de tournage : Jacksonville (Floride)
- Longueur : 870 pieds
- Genre : Film dramatique
- Date de sortie :
  - États-Unis : 13 avril 1910 (New York).